# Christian Penaud
Pour les articles homonymes, voir Penaud.
Christian Penaud est un ancien footballeur professionnel français né le 14 octobre 1963 à La Roche-sur-Yon. Il évoluait au poste de défenseur.
Il a joué la majeure partie de sa carrière sous les couleurs du MUC 72, club avec lequel il dispute 367 rencontres dans le championnat de Division 2.